# Districte de Hidaka (Hokkaidō)
El districte de Hidaka (日高郡, Hidaka-gun) és un districte de la subprefectura homònima, a Hokkaidō, Japó. La seua capital i únic municipi és la vila de Shin-Hidaka.

## Geografia
El districte de Hidaka es troba al bellmig de la subprefectura homònima i comprén el territori del terme municipal de la vila de Shin-Hidaka.

### Municipis
| |          |          |          |
| \| Municipi \| Població \| Extensió \| Densitat \| \| ----------- \| -------- \| -------- \| -------- \| \| Shin-Hidaka \| 21.479 \| 1.147,74 \| 18,7 \| \| Total \| 21.479 \| 1.147,74 \| 18,7 \| |          |          |          |
| Municipi | Població | Extensió | Densitat |
| Shin-Hidaka | 21.479   | 1.147,74 | 18,7     |
| Total | 21.479   | 1.147,74 | 18,7     |

## Història
El districte de Hidaka es creà el 31 de març de 2006 fruit de la unió dels antics districtes de Shizunai (continent de l'antiga vila homònima) i Mitsuishi (continent de l'antiga vila homònima). Les dues antigues viles es fussionaren alhora en l'únic municipi de Shin-Hidaka, sent així un districte unimunicipal des dels seus inicis. La fusió dels antics districtes va fer del nou districte de Hidaka el més populós de la subprefectura homònima.

### Antics municipis
La següent és una llista dels antics municipis del districte amb enllaç als seus actuals municipis:
- Degut a la poca antigor del districte, aquest no disposa d'antics municipis.